# アラン・ダンデス
- アラン・ダンデス
- アラン・ダンダス
- アラン・ダンディス

アラン・ダンデスまたはアラン・ダンダス（英: Alan Dundes、1934年9月8日 - 2005年3月30日）は、米国の民俗学者。

## 経歴
1934年、ニューヨーク生まれ。イェール大学で英語学を学ぶ。卒業後に徴兵されることを確信していたため、予備役将校訓練課程を受け、海軍の通信士官になる訓練を受けた。除隊後にインディアナ大学でリチャード・ドーソンに師事し、民俗学を学び博士号を取得した。
卒業後はカンザス大学で教職に就いた。翌1963年にカリフォルニア大学バークレー校人類学科の教授となった。

## 研究内容・業績
- 幅広い分野で構造主義的視点に立った研究を行っており、その関心はアメリカ先住民の民話から現代のフォークロアに及んでいる。特に世界のシンデレラ物語類型の研究で知られる。

## 著作

### 日本語訳された著作
- アラン・ダンダス著『民話の構造 アメリカ・インディアンの民話の形態論』 池上嘉彦他訳 大修館書店 1980
- アラン・ダンダス編『シンデレラ 9世紀の中国から現代のディズニーまで』 池上嘉彦, 三宮郁子, 山崎和恕共訳 紀伊国屋書店 1991
- アラン・ダンダス編『「赤ずきん」の秘密 民俗学的アプローチ』 池上嘉彦, 三宮郁子, 山崎和恕共訳 紀伊国屋書店 1994
- アラン・ダンデス著『鳥屋の梯子と人生はそも短くて糞まみれ ドイツ民衆文化再考』 新井皓士訳 平凡社 1988
- アラン・ダンデス他著『フォークロアの理論 歴史地理的方法を越えて』 荒木博之編訳 法政大学出版局 1994
- ゲザ・ローハイム著、アラン・ダンデス編・序文『龍の中の燃える火 : フォークロア・メルヒェン・精神分析』  鈴木晶, 佐藤知津子編訳 新曜社 2005